# Coming Attractions
Coming Attractions je studiové album amerického hudebníka Adriana Belewa. Vydáno bylo v únoru roku 2000 společností Thirsty Ear Recordings. Producentem alba byl sám Adrian Belew. Autorem fotografie na přední straně obalu je Stan Hertzman. Nejde o typické studiové album – deska obsahuje ukázky z různých v té době právě vznikajících Belewových projektů.

## Seznam skladeb
| Pořadí | Název                                                   | Délka |
| ------ | ------------------------------------------------------- | ----- |
| 1.     | Inner Man                                               | 3:33  |
| 2.     | Predator Feast                                          | 4:16  |
| 3.     | 117 Valley Drive                                        | 3:43  |
| 4.     | Inner Revolution                                        | 3:21  |
| 5.     | Time Waits                                              | 2:38  |
| 6.     | I Know What I Know and That Is All I Know and I Know It | 2:27  |
| 7.     | People                                                  | 3:47  |
| 8.     | No Such Guitar                                          | 3:56  |
| 9.     | Bird in a Box                                           | 3:33  |
| 10.    | House of Cards                                          | 4:06  |
| 11.    | The Man in the Moon                                     | 2:13  |
| 12.    | Animal Kingdom                                          | 12:13 |

## Obsazení
- Adrian Belew – zpěv, kytara, různé nástroje